# 圣乔瓦尼-阿尔纳蒂索内
圣乔瓦尼-阿尔纳蒂索内（義大利語：San Giovanni al Natisone）是意大利乌迪内省的一个市镇。总面积23.92平方公里，人口6170人，人口密度257.9人/平方公里（2009年）。ISTAT代码为030101。